# Rob Simonsen
Rob Simonsen (* 11. März 1978 in St. Louis, Missouri) ist ein US-amerikanischer Film- und Fernsehkomponist.

## Leben und Karriere
Rob Simonsen wurde im März 1978 in St. Louis im US-Bundesstaat Missouri geboren. Da seine Großmutter Gesangslehrerin war, kam er schon früh zur Musik. So spielte er bereits in jungen Jahren Klavier. Seine ersten Musicalerfahrungen wurden durch Filmmusik, moderne Orchesterwerke, elektronische Musik und Jazz beeinflusst. Er studierte Musik an der Southern Oregon University, der University of Oregon und der Portland State University.
Sein Debüt als Komponist gab er 2003 mit dem Independent-Film Westender. Bei der Filmpremiere auf dem Seattle International Film Festival traf er auf den bekannten Komponisten Mychael Danna, der Simonsen anbot, mit ihm zu arbeiten. In den nachfolgenden Jahren folgten mehrere Zusammenarbeiten mit Danna, so bei dem Filmdrama Eve and the Fire Horse (2005), der romantischen Komödie Management und dem Liebesfilm (500) Days of Summer (beide 2008). Er arbeitete mit ihm auch an den Filmen Lonely Hearts Killers, Little Miss Sunshine, Es begab sich aber zu der Zeit … (alle drei 2006), Enttarnt – Verrat auf höchster Ebene, Das perfekte Verbrechen, Könige der Wellen (alle drei 2007), Das Kabinett des Doktor Parnassus (2009), Die Kunst zu gewinnen – Moneyball (2011) und Life of Pi: Schiffbruch mit Tiger (2012), bei denen Simonsen jeweils entweder als Assistent des Komponisten beteiligt oder für die zusätzliche Musik zuständig war.
2009 gründete Simonsen sein eigenes Studio, mit dem er Musik für Independentfilme komponiert, so geschehen für All Beauty Must Die, Brooklyn Brothers Beat the Best, Auf der Suche nach einem Freund fürs Ende der Welt (zusammen mit Jonathan Sadoff), There Is No Place Like Home – Nichts wie weg aus Ocean City, The Spectacular Now, Ganz weit hinten, The English Teacher und Wish I Was Here.
Auch für Fernsehserien komponierte Simonsen, so 2008 für New Amsterdam, von 2009 bis 2010 für Dollhouse und seit 2010 für Blue Bloods – Crime Scene New York. 2012 war er für die Musik der Hulu-Dramedyserie Battleground verantwortlich. Seine Musik ist auch in TV-Spots und Videos von Apple zu hören, beispielsweise in den Werbungen für das iPhone 5.
2018 wurde er in die Academy of Motion Picture Arts and Sciences berufen, die jährlich die Oscars vergibt.

## Filmografie (Auswahl)
Komponist
- 2003: Westender
- 2004: Two Fisted
- 2005: Eve and the Fire Horse
- 2008: New Amsterdam (Fernsehserie, acht Episoden)
- 2008: Management
- 2009: (500) Days of Summer
- 2009–2010: Dollhouse (Fernsehserie)
- 2010: All Beauty Must Die (All Good Things)
- 2010: Blue Bloods – Crime Scene New York (Blue Bloods, Fernsehserie)
- 2011: Brooklyn Brothers Beat the Best
- 2012: LOL
- 2012: Battleground (Webserie)
- 2012: Auf der Suche nach einem Freund fürs Ende der Welt (Seeking a Friend for the End of the World)
- 2012: There Is No Place Like Home – Nichts wie weg aus Ocean City (Girl Most Likely)
- 2013: The Spectacular Now – Perfekt ist jetzt (The Spectacular Now)
- 2013: Ganz weit hinten (The Way, Way Back)
- 2013: The English Teacher
- 2014: Wish I Was Here
- 2014: Foxcatcher
- 2015: Für immer Adaline (The Age of Adaline)
- 2015: Stonewall
- 2015: Im Rausch der Sterne (Burnt)
- seit 2015: Life in Pieces (Fernsehserie)
- 2016: Miss Stevens
- 2016: The Master Cleanse
- 2016: Nerve
- 2016: Viral
- 2016: Plötzlich Papa (Demain tout commence)
- 2017: Abgang mit Stil (Going in Style)
- 2017: Begabt – Die Gleichung eines Lebens (Gifted)
- 2017: Der schrille Klang der Freiheit (The House of Tomorrow)
- 2017: Mein Bester & Ich (The Upside)
- 2017: Wer ist Daddy? (Father Figures)
- 2018: Tully
- 2018: Love, Simon
- 2018: Der Spitzenkandidat (The Front Runner)
- 2019: Captive State
- 2019: The Friend
- 2020: Out of Play: Der Weg zurück (The Way Back)
- 2020: Stargirl: Anders ist völlig normal (Stargirl)
- 2022: The Adam Project
- 2022: The Whale
- 2022: Hollywood Stargirl
- 2024: Deadpool & Wolverine
- 2024: Nur noch ein einziges Mal (It Ends with Us)

Zusätzliche Musik
- 2006: Lonely Hearts Killers (Lonely Hearts)
- 2007: Könige der Wellen (Surf’s Up)
- 2009: Das Kabinett des Doktor Parnassus (The Imaginarium of Doctor Parnassus)
- 2011: Die Kunst zu gewinnen – Moneyball (Moneyball)
- 2012: Life of Pi: Schiffbruch mit Tiger (Life of Pi)